# Kalle Anka och ekorrarna
Kalle Anka och ekorrarna (engelska: Winter Storage) är en amerikansk animerad kortfilm med Kalle Anka från 1949.

## Handling
Det är höst och Piff och Puff förbereder sig inför vintern genom att samla ekollon. Tyvärr har de för få ekollon, men som tur är håller Kalle Anka på att plantera några. Piff och Piff passar därmed på att sno en säck, vilket gör Kalle arg.

## Om filmen
Filmen har visats visats både som innehåll i kortfilmsprogram och som separat kortfilm i Sverige. Den hade svensk premiär den 5 december 1949 och visades på biografen Sture-Teatern i Stockholm och ingick i kortfilmsprogrammet Kalle Anka och tre små grisar tillsammans med sex kortfilmer till; Pluto som flyglärare, Kapten Anka, Familjens olycksfågel (ej Disney), Vågryttaren - en film om surfing och undervattensfiske (ej Disney), Jan Långbens lockbete och Tre små grisar.
Den visades som separat kortfilm i Sverige första gången den 27 februari 1950, denna gång på biografen Spegeln som också ligger i Stockholm.
Filmen har utöver sin svenska premiärtitel även gått under fler titlar; Piff och Puff skaffar vinterförråd som använts vid biovisningar julen 1992 och Inför vintern som använts vid utgivningar på köpfilm. 
Filmen har givits ut på VHS, DVD och Blu-ray flera gånger och finns dubbad till svenska.

## Rollista
| Roll       | Originalröst    | Svensk röst (2002) |
| Kalle Anka | Clarence Nash   | Andreas Nilsson    |
| Piff       | James MacDonald | Monica Forsberg    |
| Puff       | Dessie Flynn    | Bertil Engh        |